# Faaaha
Faaaha es una comuna asociada de la comuna francesa de Tahaa que está situada en la subdivisión de Islas de Sotavento, de la colectividad de ultramar de Polinesia Francesa.

## Composición
La comuna asociada de Faaaha comprende una fracción de la isla de Tahaa y los dos motus más próximos a dicha fracción:
| Comuna asociada de Faaaha    |                  |                  |                    |
| Fracción de la isla de Tahaa | Población (2012) | Superficie (km²) | Densidad (hab/km²) |
| Faaaha                       | 476              | -                | -                  |
| Islotes                      | Población (2012) | Superficie (km²) | Densidad (hab/km²) |
| Mahaea                       | -                | -                | -                  |
| Toahotu                      | -                | -                | -                  |

## Demografía
| Gráfica de evolución demográfica de Faaaha entre 1977 y 2012 |
|                                                              |

Fuente: Insee